# Милан Лојаница
Милан М. Лојаница (Београд, 8. јануар 1939 — Београд, 23. јул 2024) био је југословенски и српски архитекта и урбаниста, професор универзитета и академик.

## Биографија
Рођен је 8. јануара 1939. године у Београду, од оца Милоша и мајке Наде, рођ. Миливојевић. После завршетка гимназије у Београду 1957. године уписао се на Архитектонски факултет Универзитета у Београду, где је дипломирао 1962. године. Од 1963. године ради у Институту за архитектуру и урбанизам СР Србије. На Архитектонском факултету у Београду биран за асистента 1965, доцента 1975, за ванредног професора 1979, а редовног професора 1988. године. 
У оквиру професионалне, стручно-уметничке и научно-наставне делатности обављао је бројне дужности и функције. Његово најзначајније ангажовање везано је за универзитетску наставу, где је у својству шефа катедре, продекана за наставу и руководиоца програма последипломских студија обављао ове функције у више мандата. Осим на Архитектонском факултету у Београду, држао је предавања, изложбе и гостовања и на другим универзитетима, као и на бројним конгресима и семинарима у земљи и иностранству. Био је члан више професионалних стручних друштвених асоцијација, међу којима је и члан Већа велике награде Савеза архитеката Србије и члан Српске академије архитеката. Био је редовни члан Академије инжењерских наука Србије од 2004. године, као и редовни члан Српске академије наука и уметности (САНУ) од 2009. год. све до своје смрти.
Син Владимир Лојаница такође је награђиван архитекта, као и његов унук Марко Лојаница.
Преминуо је 23. јула 2024. године у Београду.

## Награде
Добитник је више јавних стручних, друштвених и иностраних признања, међу којима су две Октобарске награде Београда, Велика награда Савеза архитеката Србије, Награда Врховног савета града Варшаве, Награда студената Београдског универзитета и бројне највише награде у интернационалним, националним и регионалним селекцијама на професионалним конкурсима за архитектонско-урбанистичка решења у земљи и иностранству.

## Рад
Тежиште стручно-уметничког, научног и образовног рада и делатности проф. Лојанице је у области теорије и праксе архитектонско-урбанистичког пројекотвања. Аутор је више од двадесет изведених пројеката и пројеката чија је реализација у току, а међу којима је више појединачних објеката, пројеката великих нових градских целина и сложенијих реконструкција у оквиру градских централних зона у историјском језгру Београда, Новог Сада, Љубљане, Загреба, Осијека, Требиња, Ваљева, Панчева и др. Тематски оквир задатака обухвата програме од становања и делатности до пословања, трговине, културе, спорта и рекреације.
Осим самосталних радова у овој области, најчешће је првопотписани аутор у мањим или већим тимовима и носилац основних концепција дела. У склопу наведених тема, поред реализација и пројеката налази се и више од четрдесет пројеката на јавним конкурсима за архитектонско-урбанистичка решења са преко двадесет освојених највиших награда и признања. Упоредо са пројектантским радом бави се истраживањима у области теорије архитектуре и наставе. У овој области има преко педесет штампаних радова, у оквиру чега три монографске студије, четири стручне публикације о темама пројеката, многе реферате на стручним и научним скуповима, радове објављене у стручним гласилима у Србији и иностранству, као и наставне материјале везане за програме редовних и последипломских студија архитектуре.

## Дела

### Монографије, књиге, публикације
- Гоцлав-Варшава - град модел за 100.000 становника (Interpretation du travail laureat – international concours - seminaire Varsovie – Goclaw); монографија; Центар за анализу и пројектовање просторних система ИСПУ, Београд, 1973, двојезично (М. Л. и група аутора);
- Претходна студија за избор оптималног система за индустријску производњу стамбених јавних и индустријских објеката - монографија; „Кирило Савић”, ИАУС и Архитектонски факултет, Београд, 1977/78. год;
- Концепција урбанистичког плана и пројекта центра Ваљева, Студија, стр., Институт за архитектуру и урбанизам Србије, Београд, 1981. године;
- Савски амфитеатар и простори уз обале Саве, студија могућности трансформације простора у ново градско средиште - излазни ставови; књига; Београд, 1988/93; Одбор за трећи миленијум, САНУ (руковођење вишедисциплинарним тимом и завршни текст, М. Лојаница);
- Пројект зесполу белградзкиего, Stowarzyszenie architektow Polskih, Varsovie, 1972. (М. Л. и група аутора);
- Housing block 19а, Belgrade, Architecture contemporaine 86/87, Editions Antony Krafft, Bibliotheque des Arts, Paris - Lausanne, 1986. (текст М. Л., остало М. Л. и група аутора).

### Пројекти и изведени објекти
- Стамбено насеље „Јулино брдо” – Београд, 1967-1971. године, тимски;[5]
- Систем за пројектовање и изградњу станова и других објеката НС 71. Пројектовање и студијска провера, тимски, 1971. год.;
- Решење централне зоне Ваљева са уређењем Трга маршала Тита у Карађорђевој улици у Ваљеву, пројекти и реализација, тимски, 1971. до 1980. год.;
- Дом армије, хотел и команда армијске области у Љубљани, тимски, пројекти и реализација, 1973-1975 год.;
- Објекти и међупростори Блока 19а, Нови Београд, изведено у периоду 1977-1982 год., тимски;
- Идејна решења ансамбла „Пасарела”, Београд, у реализацији;
- Угаона зграда на Булевару Краља Александра, изведено 1998. год.;
- Тржни центар „Лиман”, Нови Сад, пројектовано 1996. год., реализација у припреми.

### Конкурси
- Гоцлав-Варшава, град за 100.000 становника - прва награда на међународном конкурсу 1972. год., тимски;
- Требиње, центар „Исток” - прва награда на југословенском конкурсу, 1979. године;
- Пословне зграде „ЈАТ-Југопетрол” на Новом Београду, подељена прва награда на конкурсу по позиву, 1985. год.;
- Трг Републике и монументални дисплеј у Загребу, друга награда на југословенском конкурсу, 1986. год.;
- Славија, пословни центар, конкурс по позиву, прва награда, 1992. год.;
- Тржно-пословни центар „Лиман” у Новом Саду, југословенски конкурс, прва награда, 1996. год.;
- Хотелско-пословни центар у Рајићевој улици у Београду, јавни конкурс, прва награда, 1999. год.

## Галерија
- Насеље Јулино брдо
- Поглед на Јулино брдо са Бановог брда